# Choroterpes albiannulata
Choroterpes albiannulata är en dagsländeart som beskrevs av Mcdunnough 1924. Choroterpes albiannulata ingår i släktet Choroterpes och familjen starrdagsländor. Inga underarter finns listade i Catalogue of Life.